# Tamda Noumercid
Tamda Noumercid (en àrab تامدا نومرسيد, Tāmdā Nūmarsīd; en amazic ⵜⴰⵎⴷⴰ ⵏ ⵓⵎⵕⵚⵉⴹ) és una comuna rural de la província d'Azilal, a la regió de Béni Mellal-Khénifra, al Marroc. Segons el cens de 2014 tenia una població total de 11.922 persones.